# Partito di Innovazione e Unità
Il Partito di Innovazione e Unità (Partido de Inovación y Unidad - PINU) è un partito politico socialdemocratico in Honduras, di centrosinistra, fondato nell'aprile del 1970 da Miguel Fernandez Andoine come alternativa ai due partiti di destra honduregna (PLH e PNH) durante il regime militare e successivamente anche durante il Golpe in Honduras e crisi costituzionale del 2009.
Nelle elezioni del 2001 il Partito di Innovazione e Unità-Socialdemocrazia (PINU) ha ottenuto 4 seggi al Congresso Nazionale di Honduras su un totale di 128, e il suo candidato presidenziale Olban Valladares al terzo posto di cinque candidati, con il 1,5% dei voti, questo era il terzo tentativo nella nomination di Olban Valladares dopo il 1993 e il 1997.
Nelle elezioni legislative del 27 novembre 2005, il Partito di Innovazione e Unità-Socialdemocrazia (PINU) aveva ottenuto 2 membri, e il suo candidato Carlos Sosa Coello aveva ottenuto l'1% dei voti. Attualmente ha solo un deputato al Parlamento centroamericano.
Sebbene il Partito di Innovazione e Unità-Socialdemocrazia (PINU) sia dichiaratamente di ideologia socialdemocratica, non è ancora diventato un partito ufficialmente membro dell'Internazionale socialista. Il simbolo ufficiale del partito è un pino verde posto sopra uno sfondo di colore giallo a forma di sole raggiante richiamante anche un marcato ecologismo e una spiccata sensibilità ambientalista presente nel partito.
Nelle elezioni del 2009, il Partito di Innovazione e Unità-Socialdemocrazia (PINU) ha ottenuto 39.960 voti (1,86%), ma è uscito vincitore solo nei consigli dei dipartimenti di Cortés e Francisco Morazán.

## Risultati elettorali
| Elezione          | Voti    | %    | Seggi   |
| ----------------- | ------- | ---- | ------- |
| Parlamentari 2013 | 507.958 | 1,85 | 1 / 128 |
| Parlamentari 2017 |         |      | 4 / 128 |